# Pokolj u Medviđi 9. veljače 1993.
Pokolj u Medviđi je bio srpski ratni zločin iz doba srpsko-crnogorske agresije na Hrvatsku. Mjesto počinjenja zločina je bilo bukovičko selo Medviđa, zaselak Erstići, koje se nalazi u samom središtu Bukovice, između Benkovca i Obrovca.
Počinili su ga mjesni Srbi iz Medviđe 9. veljače 1993., za vrijeme velikosrpske okupacije.

## Pregled
U ovom nedjelu su ubili deset hrvatskih civila iz iste obitelji, Erstić. Najstariji je imao 88, a najmlađa žrtva 18 godina. Nakon tog pokolja su za vrijeme okupacije ubili još osam mještana.
Ovaj je zločin srpskih odmetnika nad nedužnim hrvatskim civilima bio odmazda za pothvat Hrvatske vojske u operaciji Maslenica. U selu se danas nalazi spomen-obilježje žrtvama. Nalazi se u dvorištu župne crkve Uznesenja Blažene Djevice Marije. Nitko od počinitelja nije nikad odgovarao pred sudom niti bio kazneno osuđen, premda su imena počinitelja poznata. Prema svjedočenju benkovačkog dogradonačelnika Mirka Erstića, kojem su ubijeni 50-godišnja majka Jeka i 55-godišnji otac Duje te najbliža rodbina, počinitelji su bili sljedeće osobe: glavni egzekutor je bio B.M. koji je onda imao 25 godina, a danas živi u Novoj Pazovi, B.M., koji je onda imao 18 godina, a danas živi u Batajnici kod Beograda, Ž.B. živi u Novom Sadu, S.B. u inozemstvu, dok se P.P. ubio.
Jedan od preživjelih svjedočio je pred Haaškim tribunalom. To je bio Hrvat iz Medviđe kojeg su pripadnici tzv. krajinske milicije zatočili u Kninu 1991. godine. Bio je svjedokom u procesu koji se vodio protiv Milana Martića i Slobodana Miloševića, optuženih za zločine protiv čovječnosti, kršenja zakona i običaja ratovanja. U četničkom napadu ubijeni su Dujo Erstić (1937.), Jeka Erstić (1942.), Petar Erstić (1944.), Jeka Erstić (1947.), Ivan Erstić (1920.), Jeka Erstić (1929.), Stoja Erstić (1932.), Šimica Erstić (1905.), Stoja Erstić (1931.) i Mira Erstić (1975.).
U Medviđi je tijekom domovinskog rata ubijeno još osam hrvatskih civila: Božo Demo (1910.), Ivan Mršić (1934.), Šime Serdarević (1912.), Ika Serdarević (1926.), Ivan Adžić (1959.), Marko Genda (1944.), Anka Pilipović (1936.) i Marko Šarić (1937.).
Dokumentarni film Glas Medviđe govori o spomenutom velikosrpskom zločinu vremena agresije na Hrvatsku.

## Poveznice
- popis masovnih zločina nad Hrvatima u Domovinskom ratu

## Vanjske poveznice
- Dnevnik.hr Medviđa: Sjećanje na žrtve srpskog terora, 8. veljače 2009.
- Medviđa na fallingrain.com
- Velimir Brkić: Medviđa čeka pravdu dok ubojice šeću Srbijom, Zadarski list, 11. veljače 2013.